# Seria GP2 – Silverstone 2010
Runda GP2 na torze Silverstone Circuit – piąta runda mistrzostw serii GP2 w sezonie 2010.

## Wyniki

### Sesja treningowa
| Nr | Kierowca         | Konstruktor | Czas     | Okr. |
| -- | ---------------- | ----------- | -------- | ---- |
| 15 | Pastor Maldonado | Rapax Team  | 1:40,393 | 15   |

### Kwalifikacje
Źródło: Autosport
| 1                                                     | 1  | Jules Bianchi       | ART Grand Prix          | 1:39,189 | 1       |
| 2                                                     | 15 | Pastor Maldonado    | Rapax Team              | 1:39,325 | 2       |
| 3                                                     | 8  | Christian Vietoris  | Racing Engineering      | 1:39,423 | 12      |
| 4                                                     | 7  | Dani Clos           | Racing Engineering      | 1:39,653 | 3       |
| 5                                                     | 9  | Oliver Turvey       | iSport International    | 1:39,701 | 4       |
| 6                                                     | 2  | Sam Bird            | ART Grand Prix          | 1:39,756 | 5       |
| 7                                                     | 16 | Charles Pic         | Arden International     | 1:39,791 | 6       |
| 8                                                     | 3  | Giedo van der Garde | Barwa Addax Team        | 1:39,809 | 7       |
| 9                                                     | 20 | Alberto Valerio     | Scuderia Coloni         | 1:39,811 | 18      |
| 10                                                    | 4  | Sergio Pérez        | Barwa Addax Team        | 1:39,894 | 8       |
| 11                                                    | 10 | Davide Valsecchi    | iSport International    | 1:39,901 | 9       |
| 12                                                    | 11 | Jérôme d’Ambrosio   | DAMS                    | 1:39,941 | 10      |
| 13                                                    | 5  | Luca Filippi        | Super Nova Racing       | 1:39,984 | 11      |
| 14                                                    | 27 | Giacomo Ricci       | David Price Racing      | 1:40,288 | 13      |
| 15                                                    | 25 | Michael Herck       | David Price Racing      | 1:40,342 | 14      |
| 16                                                    | 6  | Marcus Ericsson     | Super Nova Racing       | 1:40,511 | 15      |
| 17                                                    | 14 | Luiz Razia          | Rapax Team              | 1:40,559 | 16      |
| 18                                                    | 22 | Johnny Cecotto Jr.  | Trident Racing          | 1:40,747 | 24      |
| 19                                                    | 24 | Adrian Zaugg        | Trident Racing          | 1:40,812 | 17      |
| 20                                                    | 18 | Max Chilton         | Ocean Racing Technology | 1:41,046 | 19      |
| 21                                                    | 17 | Rodolfo González    | Arden International     | 1:41,344 | 20      |
| 22                                                    | 19 | Fabio Leimer        | Ocean Racing Technology | 1:41,548 | 21      |
| 23                                                    | 21 | Władimir Arabadżiew | Scuderia Coloni         | 1:41,654 | 22      |
| Nie wystartowali / niedopuszczeni do ponownego startu |    |                     |                         |          |         |
| 24                                                    | 12 | Ho-Pin Tung         | DAMS                    | –        | 23      |
| Poz.                                                  | Nr | Kierowca            | Konstruktor             | Czas     | Poz. s. |

## Wyniki

### Główny wyścig

#### Wyścig
Źródło: Wyprzedź Mnie!
| P                 | + / –     | Nr | Kierowca            | Konstruktor             | Okr. | Czas / Strata | Komentarz |
| ----------------- | --------- | -- | ------------------- | ----------------------- | ---- | ------------- | --------- |
| 1                 | 1         | 15 | Pastor Maldonado    | Rapax Team              | 29   | 50:21,479     |           |
| 2                 | 1         | 1  | Jules Bianchi       | ART Grand Prix          | 29   | +0:10,125     |           |
| 3                 | Bez zmian | 7  | Dani Clos           | Racing Engineering      | 29   | +0:19,549     |           |
| 4                 | 1         | 2  | Sam Bird            | ART Grand Prix          | 29   | +0:20,979     |           |
| 5                 | 3         | 4  | Sergio Pérez        | Barwa Addax Team        | 29   | +0:32,039     |           |
| 6                 | 6         | 8  | Christian Vietoris  | Racing Engineering      | 29   | +0:35,739     |           |
| 7                 | 2         | 10 | Davide Valsecchi    | iSport International    | 29   | +0:37,702     |           |
| 8                 | 4         | 9  | Oliver Turvey       | iSport International    | 29   | +0:38,753     |           |
| 9                 | 2         | 3  | Giedo van der Garde | Barwa Addax Team        | 29   | +0:39,087     |           |
| 10                | 4         | 16 | Charles Pic         | Arden International     | 29   | +0:39,845     |           |
| 11                | 1         | 11 | Jérôme d’Ambrosio   | DAMS                    | 29   | +0:40,101     |           |
| 12                | 3         | 6  | Marcus Ericsson     | Super Nova Racing       | 29   | +0:53,949     |           |
| 13                | Bez zmian | 27 | Giacomo Ricci       | David Price Racing      | 29   | +0:54,906     |           |
| 14                | 4         | 20 | Alberto Valerio     | Scuderia Coloni         | 29   | +1:02,132     |           |
| 15                | 2         | 24 | Adrian Zaugg        | Trident Racing          | 29   | +1:11,973     |           |
| 16                | 4         | 17 | Rodolfo González    | Arden International     | 29   | +1:12,825     |           |
| 17                | 4         | 19 | Fabio Leimer        | Ocean Racing Technology | 29   | +1:14,214     |           |
| 18                | 6         | 22 | Johnny Cecotto Jr.  | Trident Racing          | 29   | +1:16,113     |           |
| 19                | Bez zmian | 18 | Max Chilton         | Ocean Racing Technology | 29   | +1:17,805     |           |
| 20                | 9         | 5  | Luca Filippi        | Super Nova Racing       | 29   | +1:33,652     |           |
| 21                | 1         | 21 | Władimir Arabadżiew | Scuderia Coloni         | 29   | +1:34,243     |           |
| 22                | 8         | 25 | Michael Herck       | David Price Racing      | 28   | +1 okr        |           |
| Niesklasyfikowani |           |    |                     |                         |      |               |           |
|                   |           | 14 | Luiz Razia          | Rapax Team              | 18   |               |           |
|                   |           | 12 | Ho-Pin Tung         | DAMS                    | 12   |               |           |
| P                 | + / –     | Nr | Kierowca            | Konstruktor             | Okr. | Czas / Strata | Komentarz |

#### Najszybsze okrążenie
| Nr | Kierowca         | Konstruktor | Czas     | Okr. |
| -- | ---------------- | ----------- | -------- | ---- |
| 15 | Pastor Maldonado | Rapax Team  | 1:41,663 | 23   |

### Sprint

#### Wyścig
Źródło: Wyprzedź Mnie!
| P                 | + / –     | Nr | Kierowca            | Konstruktor             | Okr. | Czas / Strata | Komentarz |
| ----------------- | --------- | -- | ------------------- | ----------------------- | ---- | ------------- | --------- |
| 1                 | 1         | 4  | Sergio Pérez        | Barwa Addax Team        | 21   | 35:54,531     |           |
| 2                 | 6         | 9  | Oliver Turvey       | iSport International    | 21   | +0:15,386     |           |
| 3                 | 1         | 7  | Dani Clos           | Racing Engineering      | 21   | +0:15,997     |           |
| 4                 | 2         | 15 | Pastor Maldonado    | Rapax Team              | 21   | +0:16,426     |           |
| 5                 | Bez zmian | 1  | Jules Bianchi       | ART Grand Prix          | 21   | +0:17,600     |           |
| 6                 | 1         | 10 | Davide Valsecchi    | iSport International    | 21   | +0:21,767     |           |
| 7                 | 2         | 3  | Giedo van der Garde | Barwa Addax Team        | 21   | +0:22,752     |           |
| 8                 | 2         | 16 | Charles Pic         | Arden International     | 21   | +0:24,207     |           |
| 9                 | 11        | 5  | Luca Filippi        | Super Nova Racing       | 21   | +0:24,483     |           |
| 10                | 9         | 8  | Christian Vietoris  | Racing Engineering      | 21   | +0:25,057     |           |
| 11                | Bez zmian | 11 | Jérôme d’Ambrosio   | DAMS                    | 21   | +0:25,853     |           |
| 12                | 1         | 27 | Giacomo Ricci       | David Price Racing      | 21   | +0:25,977     |           |
| 13                | 4         | 19 | Fabio Leimer        | Ocean Racing Technology | 21   | +0:30,192     |           |
| 14                | 8         | 25 | Michael Herck       | David Price Racing      | 21   | +0:30,507     |           |
| 15                | 9         | 12 | Ho-Pin Tung         | DAMS                    | 21   | +0:30,903     |           |
| 16                | 7         | 14 | Luiz Razia          | Rapax Team              | 21   | +0:45,728     |           |
| 17                | 4         | 21 | Władimir Arabadżiew | Scuderia Coloni         | 21   | +0:48,713     |           |
| 18                | 6         | 6  | Marcus Ericsson     | Super Nova Racing       | 21   | +0:49,956     |           |
| 19                | Bez zmian | 18 | Max Chilton         | Ocean Racing Technology | 21   | +0:50,214     |           |
| 20                | 4         | 17 | Rodolfo González    | Arden International     | 21   | +0:55,456     |           |
| 21                | 6         | 24 | Adrian Zaugg        | Trident Racing          | 21   | +1:19,313     |           |
| 22                | 8         | 20 | Alberto Valerio     | Scuderia Coloni         | 20   | +1 okr        |           |
| 23                | 5         | 22 | Johnny Cecotto Jr.  | Trident Racing          | 19   | +2 okr        |           |
| Niesklasyfikowani |           |    |                     |                         |      |               |           |
|                   |           | 2  | Sam Bird            | ART Grand Prix          | 0    |               |           |
| P                 | + / –     | Nr | Kierowca            | Konstruktor             | Okr. | Czas / Strata | Komentarz |

#### Najszybsze okrążenie
| Nr | Kierowca     | Konstruktor      | Czas     | Okr. |
| -- | ------------ | ---------------- | -------- | ---- |
| 4  | Sergio Pérez | Barwa Addax Team | 1:41,610 | 6    |

## Lista startowa
| Team                          | Nr | Kierowca            |
| ----------------------------- | -- | ------------------- |
| ART Grand Prix                | 1  | Jules Bianchi       |
| ART Grand Prix                | 2  | Sam Bird            |
| Barwa Addax Team              | 3  | Giedo van der Garde |
| Barwa Addax Team              | 4  | Sergio Pérez        |
| Super Nova Racing             | 5  | Luca Filippi        |
| Super Nova Racing             | 6  | Marcus Ericsson     |
| Fat Burner Racing Engineering | 7  | Dani Clos           |
| Fat Burner Racing Engineering | 8  | Christian Vietoris  |
| iSport International          | 9  | Oliver Turvey       |
| iSport International          | 10 | Davide Valsecchi    |
| Renault F1 Junior Team        | 11 | Jérôme d’Ambrosio   |
| Renault F1 Junior Team        | 12 | Ho-Pin Tung         |
| Rapax Team                    | 14 | Luiz Razia          |
| Rapax Team                    | 15 | Pastor Maldonado    |
| Arden International           | 16 | Charles Pic         |
| Arden International           | 17 | Rodolfo González    |
| Ocean Racing Technology       | 18 | Max Chilton         |
| Ocean Racing Technology       | 19 | Fabio Leimer        |
| PPR.com Scuderia Coloni       | 20 | Alberto Valerio     |
| PPR.com Scuderia Coloni       | 21 | Władimir Arabadżiew |
| Trident Racing                | 22 | Johnny Cecotto Jr.  |
| Trident Racing                | 24 | Adrian Zaugg        |
| David Price Racing            | 25 | Michael Herck       |
| David Price Racing            | 27 | Giacomo Ricci       |